# マイケル・ブルーウェル
マイケル・ブルーウェル（ブラウエル、Michael Brouwer、1993年1月21日 - ）は、オランダ・アペルドールン出身のサッカー選手。ヘラクレス・アルメロ所属。ポジションはGK。

## 経歴
2013年にヘラクレス・アルメロへ加入し、2018年9月25日、KNVBカップのFCデン・ボス戦でプロデビューを果たした。
2021年6月26日、2021-22シーズンはFCエメンへレンタル移籍する事が決定した。